# Lacerta

Mapa da constelação de Lacerta

Lacerta (Lac), o Lagarto, é uma constelação do hemisfério celestial norte. O genitivo, usado para formar nomes de estrelas, é Lacertae.
Foi introduzida por Hevelius no século XVIII. Compreende o BL Lacertae, um protótipo dos lacertídeos.
As constelações vizinhas, segundo as delineações contemporâneas, são a Cassiopeia, o Cefeu, o Cisne, o Pégaso e a Andrômeda.